# Клечевце
Вижте пояснителната страница за други значения на Чаушкьой.
Клечевце, още Клечевци или Клечовци (на македонска литературна норма: Клечевце; на албански: Kleçeci; на македонска литературна норма: Клечевце; на турски: Çavuşköy), е село в Северна Македония, в община Куманово.

## География
Селото е разположено в областта Овче поле на левия бряг на река Пчиня.

## История
В края на XIX век Клечевце е смесено българо-турско село в Кумановска каза на Османската империя. Според статистиката на Васил Кънчов („Македония. Етнография и статистика“) от 1900 година Клечовци (Чаушь Кьой) е село, населявано от 245 жители българи християни и 350 турци.
Цялото население на селото е сърбоманско под върховенството на Цариградската патриаршия. Според патриаршеския митрополит Фирмилиан в 1902 година в Клечовце има 58 сръбски патриаршистки къщи. По данни на секретаря на Българската екзархия Димитър Мишев („La Macédoine et sa Population Chrétienne“) в 1905 година в Клечовци има 160 българи патриаршисти сърбомани и 90 цигани и функционира сръбско училище.
В учебната 1907/1908 година според Йован Хадживасилевич в селото има патриаршистко училище.
По време на българското управление във Вардарска Македония в годините на Втората световна война, Ангел Ив. Йорданов от Свети Никола е български кмет на Клечевце от 1 септември 1941 година до 11 септември 1943 година. След това кмет е Тодор Г. Антов от Куманово (11 септември 1943 - 9 септември 1944).
Според преброяването от 2002 година селото има 573 жители.
| Националност     | Всичко |
| северномакедонци | 555    |
| албанци          | 0      |
| турци            | 0      |
| роми             | 0      |
| власи            | 0      |
| сърби            | 17     |
| бошняци          | 0      |
| други            | 1      |

## Личности
Родени в Клечевце
- Драган Богдановски (1929 – 1998), политик от Северна Македония